# علیرضا حسین‌پور
علیرضا حسین‌پور (زاده ‎۱۰ بهمن ۱۳۸۱) تکواندوکار اهل ایران است.
وی در بازی‌های آسیایی ۲۰۲۲ موفق به کسب مدال نقره وزن ۶۳ کیلوگرم مردان شده‌است.